# Monte Matto
Der Monte Matto ist ein 3.097 m hoher Berg in den italienischen Seealpen. Er liegt im piemontesischen Gessotal (it. Val Gesso) in der Provinz Cuneo einige Kilometer nördlich der Grenze zu Frankreich bei Terme di Valdieri.
Zusammen mit Monte Argentera, Corno Stella und Monte Stella gehört der Monte Matto zum Argentera-Massiv.